# 필헬레니즘

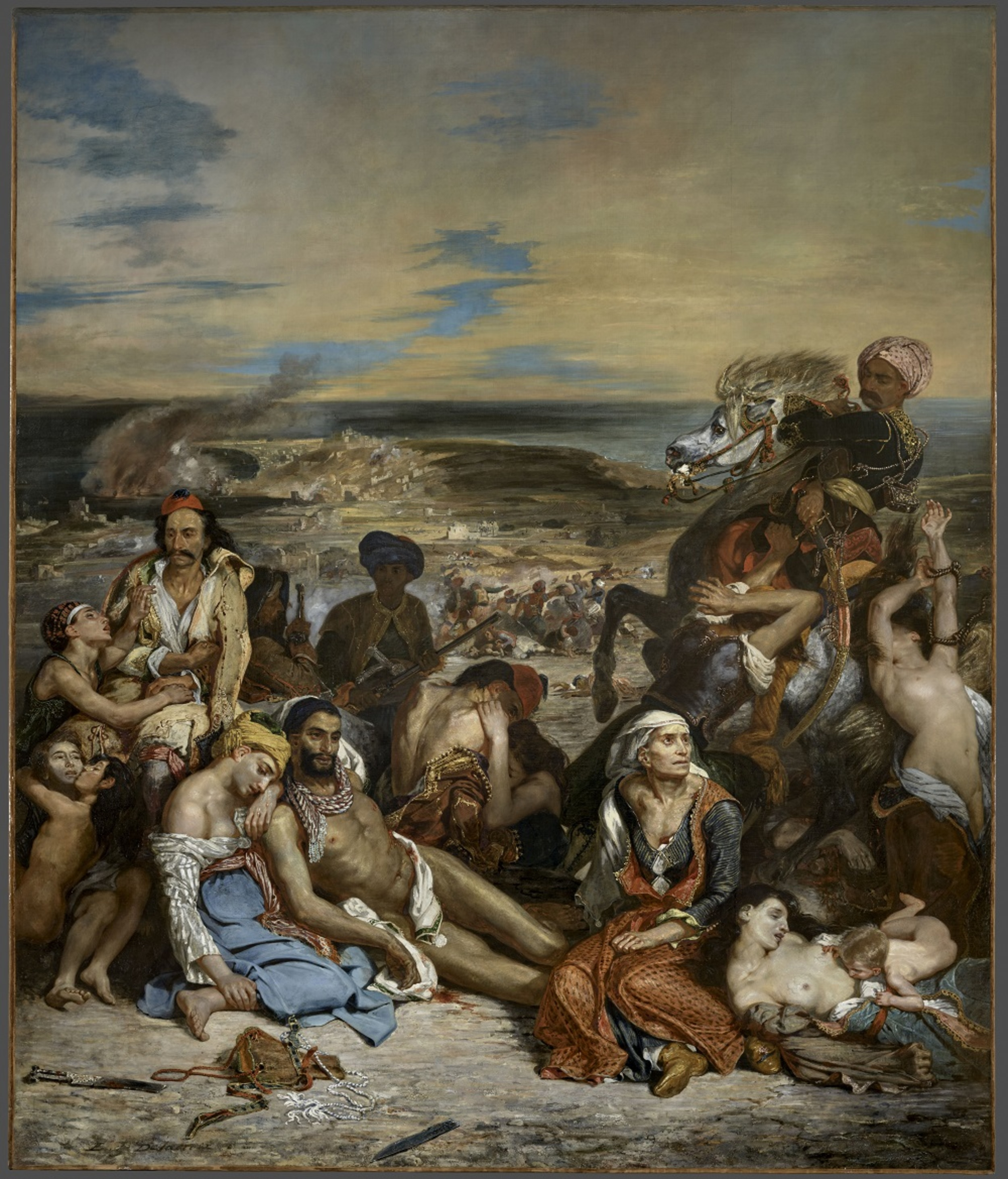
필헬레네의 대표적인 인물 중 한 명인 외젠 들라크루아의 그림, 히오스섬의 학살

필헬레니즘(그리스어: Φιλέλληνας , 영어: Philhellenism)은 고대 시대 때부터 시작되어 19세기에 주로 유행했던 문화적 사조이다. 사상적, 정치적 운동이자 문학적 흐름으로서, 특히 1821년 이전부터 도덕적, 물질적 지원을 통해 그리스의 독립에 대해 호의와 관심을 선언한 외국인에 대한 사랑이 필헬레니즘이라는 용어로 고착화되었다. 필헬레니즘에 입각한 사람들은 필헬레네(그리스어: Φιλέλληνες, 영어: Philhellenes)라고 부르는데, 그리스인들과 그리스 문화에 대해 특별한 사랑이나 호감을 가지는 사람들을 가리킬 때 쓰이며, 현대 그리스어에서는 그리스 독립 전쟁 기간 동안 그리스의 독립에 우호적인 사람들을 가리키는 표현으로 확립되었다.

## 용어의 역사

### 고대 시기
고대에 '필헬레네'(Philhellen)이라는 용어는 '애국자'를 의미하기도 했다. 이런 의미의 필헬레네는 플라톤의 국가(Politeia, BCE 470)에 등장하며 크세노폰의 아게실라우스에 "좋은 그리스인은 필헬레네(Philhellen)이다"라는 문구로 언급되기도 했다. 또한 필헬레네는 그리스 문화를 사랑하는 외국인이나 그리스인을 지칭하기도 했다. 이집트 왕 아마시스를 위해 헤로도토스가 이 용어를 처음 사용했다. 아마시스는 그리스의 도시들에 관대했는데, 그는 키레네와 로도스섬, 사모스에서 공물을 받았으며, 스파르타에 마로 만든 흉갑을 제공했고, 그리고 키레네 지역의 공주와 결혼했다. 또한 아마시스는 델포이에 있는 아폴론 신전의 건축에 기여했다. 아마시오스의 친그리스 정책은 페르시아 제국의 부상과 함께 아시아에서 일어난 세계사적 변화를 자각하며 내린 선택이었다. 나우크라티스가 아마시스의 영토인 이집트에 있던 그리스 도시였기 때문에 아마시오스의 정책은 이집트의 내부 정책이기도 했다. 헤로도토스는 필헬레니즘이라는 용어를 발명한 것이 아니라 구전으로부터 이 용어를 빌렸고, 그것은 페르시아의 진격에 직면하여 고립될 지도 모른다는 그리스인들의 불안을 반영한 것이었다.
기원전 4세기에 이르러 필헬레네의 범주는 바뀌기 시작했는데, 레오니다스 마노로풀로스의 분석에 따르면 이 당시 필헬레네는 그리스인이거나 그리스인, 특히 그 중에세도 아테네인이어야 했다. 이 용어는 범그리스적 관점이 담긴 여러 문헌에서 용어가 해석되는 방식인데, 이런 측면에서 보았을 때 이소크라테스의 파네기릭에서 페르시아의 진격에 저항한 사람들은 "필레네"들이며, 주로 아테네인들이다. 이소크라테스가 당대의 아테네 패권을 간접적으로 비판한 것은 이 때문이었다. 이소크라테스의 《파나테나이코스》에서, 그는 아테네인들의 선조들의 미덕으로 그들의 필헬레니즘을 제시했는데, 이는 아테네가 그리스-페르시아 전쟁에 중요한 기여를 했고 아테네가 동맹 도시를 대하는 태도 때문이었으며, 반면에 스파르타인들은 오만하고 제국주의자로 평가되었기 때문이기도 하다.
고대 로마 때에도 그리스 문화를 동경하는 이들은 많았다. 고대 로마의 식자층들은 기원전 3세기 동안 고유의 문화에서 점점 더 헬레니즘화되었다. 대표적으로 티투스 퀸크티우스 플라미니우스는 기원전 196년 코린토스에서 열린 지협 대회에 등장해 그리스 국가의 자유를 선언하였으며, 리비우스에 따르면 티투스는 그리스 문화를 대단히 숭배하는 사람으로 인식되었다고 한다. 대 카토와 소 카토는 마케도니아 전쟁을 겪은 사람들로서 그리스인에 대한 반감이 심했지만 로도스섬에 거주한 이후부터 필헬레네가 되었다. 로마 황제들 중에서도 필헬레네가 있었는데, 대표적으로 하드리아누스는 어릴 적부터 학우들로부터 "그리스 아이"라는 별명을 얻었고, 시오노 나나미의 로마인 이야기에 따르면 황제가 된 이후에는 그리스 전역을 돌아다니며 전쟁으로 파괴된 옛 그리스 도시들을 복원하기 위해 애썼다.

### 근대 시기
필헬레네스(Φιλέλληνες, 그리스 친구)라는 용어는 주로 프랑스, 영국, 이탈리아 국적의 외국인으로, 1821년부터 그리스 독립 전쟁을 여러 방법으로 도운 사람들을 지칭한다. 필레레네스 운동은 그리스 독립 전쟁 이전에도 존재했으며, 유럽인들의 고전 그리스에 대한 관심과 관련이 있다. 일부는 당시 그리스인들이 고대 그리스와 어떤 연관이 있는지를 연구하기도 했다. 예를 들어, 콘스탄티노플에 살던 프랑스 상인 P.A. Guys는 1771년에 고대와 '조상들'에 대한 향수는 필요하지 않다고 썼다. 왜냐하면 그들은 여전히 '후손들'을 통해 살아있기 때문이라고 주장했다. 독립 전쟁 이전에 현대 그리스의 독립에 대한 관심은 시칠리아 출신의 Xavier Scrofani와 William Eton 같은 유럽의 여행가와 학자들이 가지고 있었다. 현대 그리스인들에 대한 긍정적인 인상을 형성하는 데 중요한 역할을 한 것은 그리스 디아스포라였다. 또한, 그리스인들의 해방(그리스 계획)이라는 이념을 전파한 러시아 제국의 예카테리나 2세와 그 정부도 중요한 요인이었다. 이 아이디어는 또한 유겐니오스 불가리스와 볼테르가 지지하고 전파했다. 볼테르는 근대 필헬레니즘의 선구자로 간주되며, 이 운동은 그의 시대에 뿌리를 두고 있다. 
독일과 영국에서도 고전 그리스에 대한 관심은 18세기의 학자들과 지식인들의 연구를 통해 촉발되었으며, 그들 중 일부는 그리스에 한 번도 가지 않았지만 이탈리아를 방문하면서 그리스를 알게 되었다. 여행 문학과 1770년의 실패한 혁명(오를로프 사건)에 대한 소식은 현대 그리스와 그리스인들을 주제로 삼았으며, 이에 대한 상반된 의견들이 들리기도 했다. 자유 그리스의 아이디어를 표현한 사람들 중에는 독일 문인 J.J. 하인제(1787년)와 프리드리히 횔덜린(1797년)이 있었다. 나중에 바이런과 쉴러를 비롯한 많은 다른 필레네스들이 등장했다.
근대에 들어서 '필레레네스'라는 용어는 처음으로 1781년 비엔나에서 출판된 이오시포스 미시오다카스의 저서 "지리학 이론"에서 나타났으며, "스미르나, 콘스탄티노플, 테살로니키에 거주하는 모든 그리스인 학자들은 모두 영국 상인들을 통해 영국의 구면을 구입할 기회를 가지고 있으며, 이들 상인들은 상업을 목적으로 이 도시들에 거주하며 필레레네스에 적합한 서비스를 제공하는 것을 결코 거부하지 않는다. 영국인들은 항상 우리에게 필레레네스를 약속하고 있다."라고 언급되었다. 이는 국가 외교 정책이 아닌 개인, 조직, 그룹을 포함하는 운동이었다. 그리스 독립 전쟁 초기에 외국에서 필레레네스 운동을 확산시키는 데 중요한 역할을 한 사람은 알렉산드로스 입실란티스의 개인 의사이자 필리키 에타이리아 회원이었던 페트로스 히피티스였다. 그는 디미트리오스 입실란티스로부터 추천서와 선언문을 받아 "다국어를 구사하고 능숙한" 인물로서, 그리스의 입장을 지지하는 외국어 팸플릿을 작성하려고 노력하면서 외국에서 그리스 독립 전쟁에 대한 도덕적 및 물질적 지원을 촉진했다.
기록된 필레레네스의 수는 약 940명에 이르며, 독일 출신이 가장 많고(342명), 그다음이 프랑스인(196명), 이탈리아인(137명), 영국인(99명) 순이다. 이어서 스위스인(35명), 폴란드인(30명), 네덜란드인과 벨기에인(17명), 헝가리인(9명), 스웨덴인(9명), 스페인인(9명), 덴마크인(8명), 국적이 알려지지 않은 사람(33명)도 포함된다. 이 중 세 명 중 한 명꼴로 전투에서 사망하거나 열악한 상황이나 부상으로 사망했다(940명 중 313명). 1821-1822년 사이에는 489명이 그리스에 도착했으며, 1823-1825년 사이에는 64명으로 감소했다. 1825년 이후에는 318명이 도착했다. 첫 번째 기간에는 프랑스인이 도착자 수에서 두 번째로 많았고(71명), 두 번째 기간이 끝나기 전에도 두 번째를 기록했다. 영국인은 첫 번째 기간에 네 번째로 도착자 수가 많았지만(12명), 두 번째 기간에는 첫 번째로 증가했다. 영국 자원봉사자의 증가와 영국 정당의 우세, 그리고 영국의 그리스 문제에 대한 더 적극적인 개입이 연관되어 있다.